# کاسپار لاور
کاسپار لاور (انگلیسی: Kaspar Laur؛ زادهٔ ۸ آوریل ۲۰۰۰) بازیکن فوتبال اهل استونی است.
وی همچنین در تیم‌های ملی فوتبال زیر ۱۷ سال استونی، زیر ۱۹ سال استونی، زیر ۲۱ سال استونی، و استونی بازی کرده است.